# Дьяково (Ивановский район)
 Дьяково — деревня в Ивановском районе Ивановской области. Входит в состав Беляницкого сельского поселения.

## География
Находится в западной части Ивановской области на расстоянии приблизительно 6 км на северо-запад по прямой от вокзала станции Иваново на правом берегу речки Уводь.

## История
В 1859 году здесь (тогда деревня Шуйского уезда Владимирской губернии) было учтено 27 дворов.

## Население
Постоянное население составляло 162 человека (1859 год), 54 в 2002 году (русские 100 %), 117 в 2010.